# أعمال أنطون تشيخوف

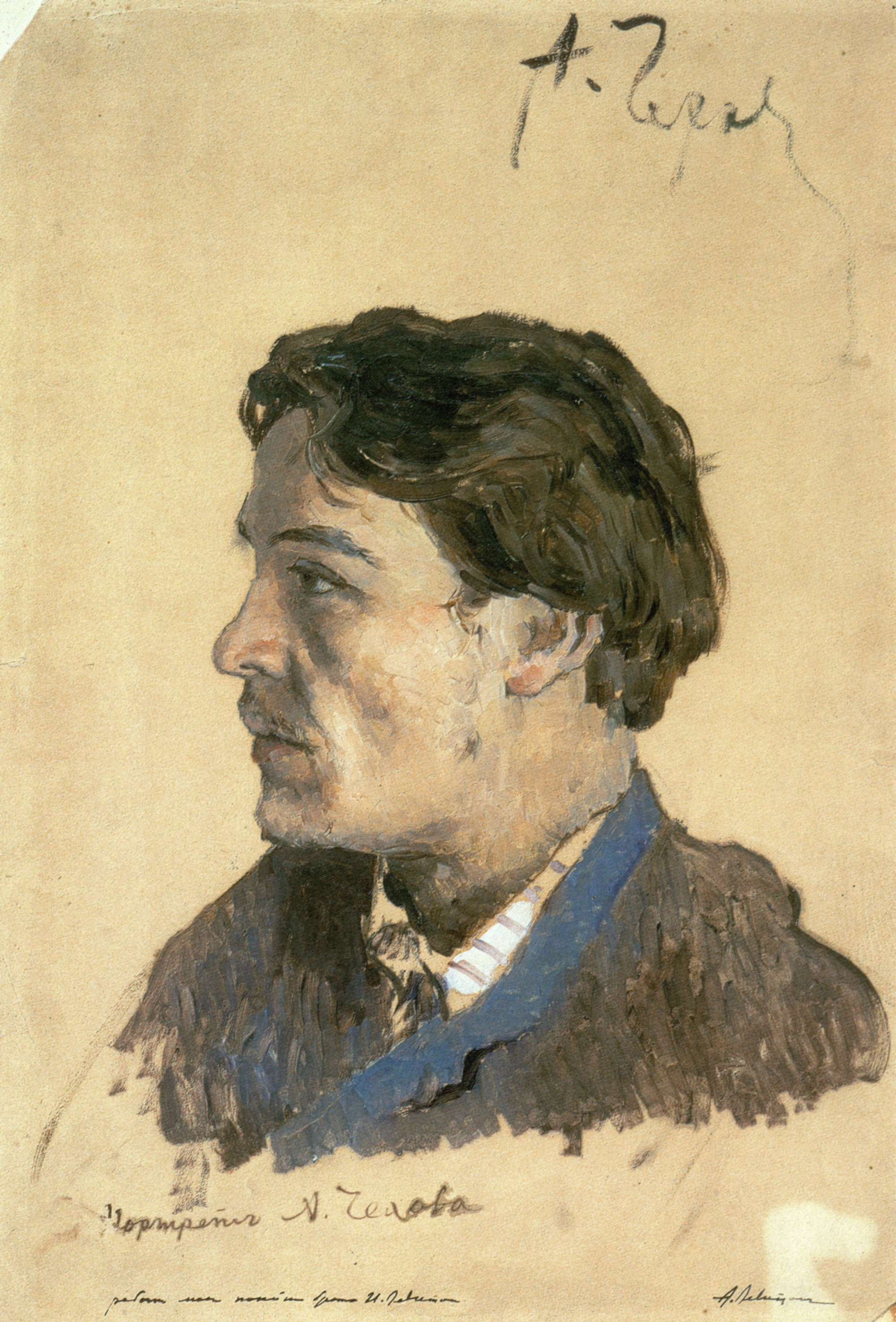
لوحة إسحاق ليفيتان لتشيخوف.

هذه قائمة جزئية بأعمال أنطون تشيخوف:

## المسرحيات
- ذاك الزميل عديم القيمة بلاتونوف (المعروفة باسم مسرحية بلا عنوان أو ببساطة بلاتونوف، 1881) –مسرحية من أربع أعمال قدمت المادة الأساسية لمايكل فراين في العسل البري.
- على الطريق السريع (884) –مسرحية من عمل واحد.
- الآثار الضارة للتبغ (1886، 1902) –مسرحية من عمل واحد.
- أغنية البجعة (1887) –مسرحية من عمل واحد.
- إيفانوف (1887) –دراما من أربعة أعمال.
- الدب (1888) –كوميديا من عمل واحد.
- طلب زواج (1888- 1889) –مسرحية من عمل واحد.
- الممثل المأساوي دون قصد أو بطل مأساوي متردد (1889) –مسرحية من عمل واحد.
- الزفاف (1889) –مسرحية من عمل واحد.
- تاتيانا ريبينا (1889) –مسرحية من عمل واحد.
- شيطان الخشب (1889) –كوميديا من أربعة أعمال، عاد تشيخوف إلى هذا العمل ونقحه، بعد مرور ثمانية أعوام من نشر المسرحية لينتج العم فانيا.
- الاحتفالات (1891) –مسرحية من عمل واحد.
- النورس (1896) –كوميديا من أربعة أعمال.
- العم فانيا (1899- 1900) –دراما من أربعة أعمال مأخوذة عن مسرحية شيطان الخشب.
- ثلاث أخوات (1901) –دراما من أربعة أعمال.
- بستان الكرز (1904) –كوميديا من أربعة أعمال.

## الروايات
- دراما في الصيد (1884).
- القصص
- السهوب (1988).
- مبارزة (1891).
- قصة مجهولة (ترجمات بديلة: قصة رجل مجهول/ قصة اللا أحد) (1893).
- ثلاث سنوات (1895).
- حياتي (1896).
- غير الخيالية
- رحلة إلى سخالين (1895) بما فيها:
- جزيرة سخالين (1891- 1895).
- عبر سيبيريا.

## الخطابات
- رسائل أنطون تشيخوف إلى عائلته وأصدقائه: مع رسم لسيرته الذاتية. ترجمة كونستانس غارنيت. نيويورك. 1920.
- خطابات عن القصة القصيرة والدراما ومواضيع أدبية أخرى، بقلم أنطون تشيخوف، اختير وتحرر بواسطة لويس إس. فريدلاند. لندن 1924.
- رسائل أنطون بافولفيتش تشيكوف إلى أولغا ليوناردوفنا نيبير. ترجمها من الروسية كونستانس غارنيت. نيويورك.
- حياة ورسائل أنطون تشيخوف. ترجمة وتحرير إس. إس. كوتيليانسي وفيليب توملينسون. نيويورك. 1925.
- الأوراق الشخصية لأنطون تشيخوف. مقدمة من ماثيو جوزيفسون. نيويورك. 1948.
- الرسائل المختارة لأنطون تشيخوف. تحرير ليليان هيلمان وترجمة سيدوني ليدرر. نيويورك. 1955.
- عزيزي المحرر، عزيزتي الممثلة: رسائل الحب بين أنطون تشيخوف وأولغا كنيبر. إيكو، 1997.
- حياة أنطون تشيخوف وأفكاره: رسائل وتعليقات مختارة. ترجمة سيمون كارلينسكي ومايكل هنري هايم، مطبعة جامعة نورث وسترن، 1997.
- حياة في رسائل. ترجمتها روزاموند بارتليت وأنتوني فيليبس. كتب البطريق، 2004.

## مذكرات
- مذكرة أنطون تشيخوف. ترجمها إس. إس. كوتيليانسي وليونارد وولف، نيويورك: بي. دبليو. هوبش، 1921.